# Liste des routes impériales françaises de 1811
 (janvier 2012).
Voici une liste des 229 routes impériales françaises de 1811, définies par le décret impérial du 16 décembre 1811. Après la chute de l'Empire en 1815, la France a été rétablie dans ses frontières de 1792. Les routes impériales deviennent alors routes royales. La circulaire du 10 juillet 1824 renumérote les routes royales, qui deviendront ultérieurement routes nationales. Cette nouvelle numérotation restera quasiment inchangée jusqu'aux déclassements des années 1970.

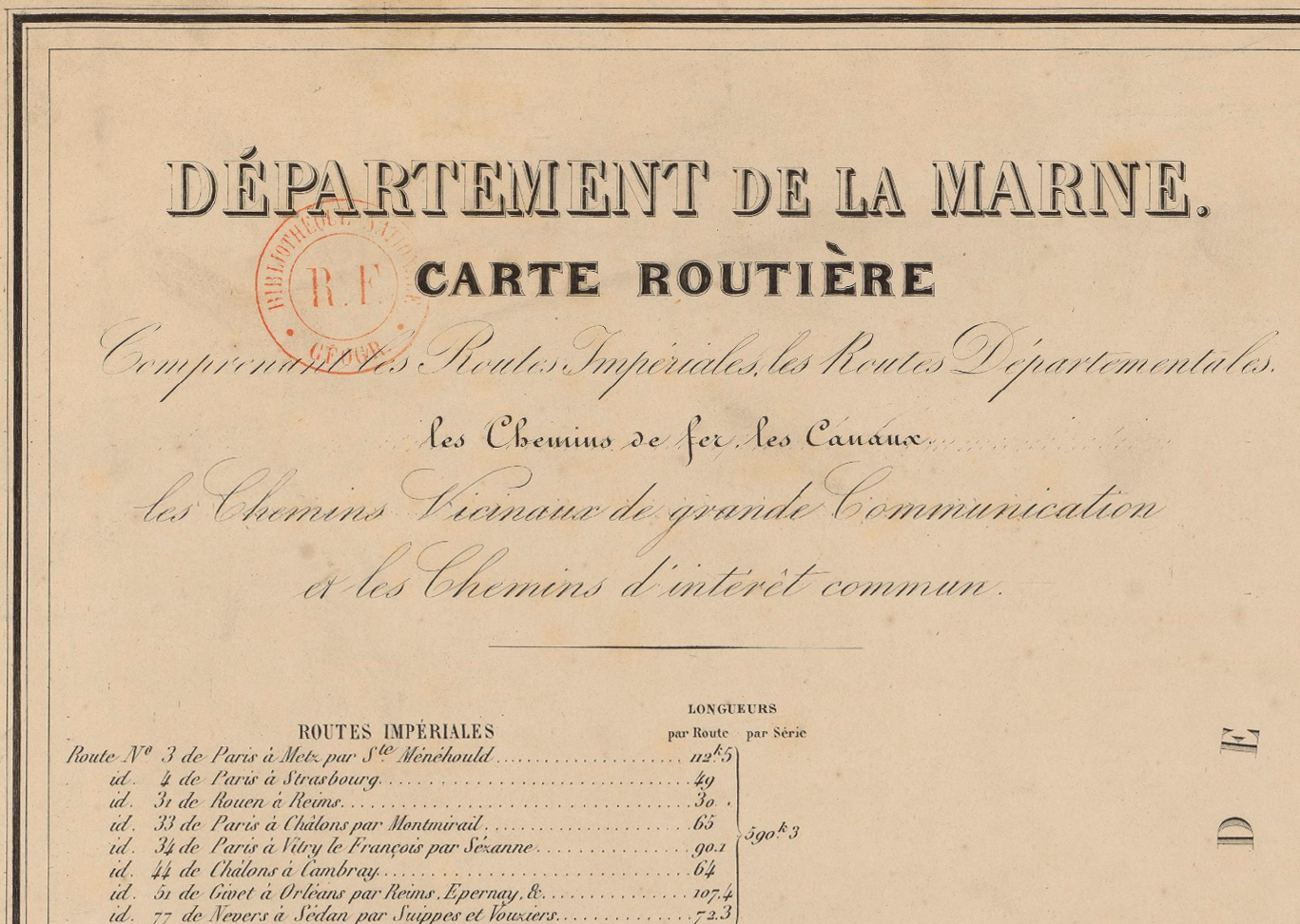
Détail de la carte routière du département de la Marne faisant état des routes impériales

## Liste

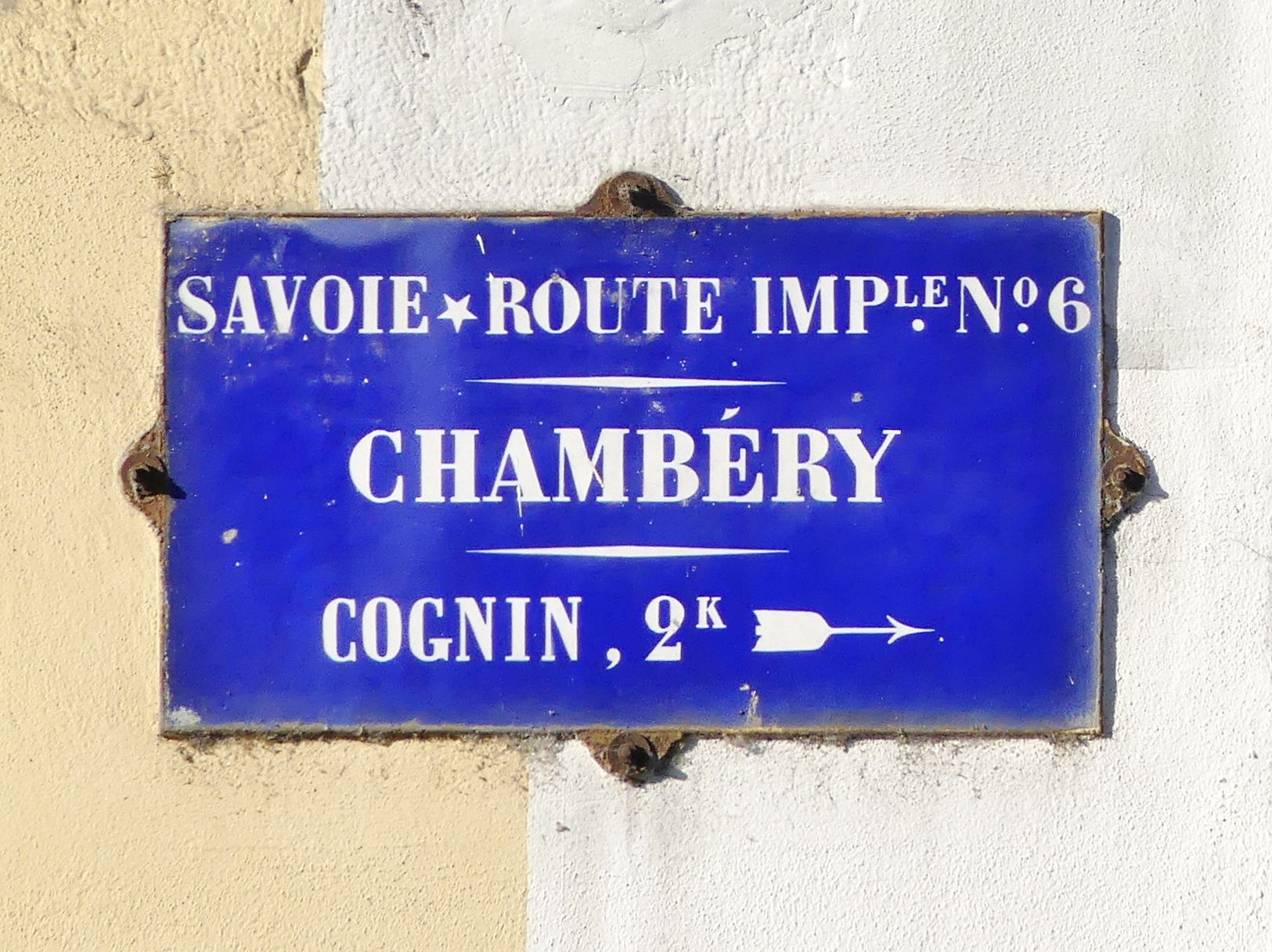
Panneau de la « route impériale 6 », ancienne « route impériale 7 » de Joigny à Milan et future « Route nationale 6 », à Chambéry en Savoie.

Les routes impériales sont réparties en trois classes :
- les routes de première classe, numérotées de 1 à 14
- les routes de deuxième classe, numérotées de 15 à 27
- les routes de troisième classe, numérotées de 28 à 229

Le tableau suivant mentionne pour chacune des routes que l'Empire comptait en 1811 :
- son numéro en 1811[1],[4] ;
- son parcours ;
- son parcours en 1824[2],[5].

Les numéros en italique correspondent aux routes situées hors de France depuis la chute de l'Empire en 1815.
| Numéro en 1811 | Parcours | Numéro en 1824                                  |
| -------------- | --- | ----------------------------------------------- |
| 1              | Paris - Beauvais - Abbeville - Calais | 1                                               |
| 2              | Paris - Soissons - Vervins - Maubeuge - Mons - Bruxelles - Anvers - Utrecht - Amsterdam                                                          | 2                                               |
| 3              | Soissons - Reims - Mézières - Givet - Namur - Liège - Maastricht - Brême - Hambourg                                                              | 31 (de Soissons à Reims), 51 (de Reims à Givet) |
| 4              | Paris - Châlons-sur-Marne - Verdun - Metz - Forbach - Sarrebruck - Mayence                                                                       | 3                                               |
| 5              | Châlons-sur-Marne - Vitry-le-François - Nancy - Strasbourg                                                                                       | 4                                               |
| 6              | Paris - Melun - Le Châtelet-en-Brie - Sens - Joigny - Montbard - Chanceaux - Dijon - Genève - Thonon-les-Bains - Milan - Bologne - Rome - Naples | 5                                               |
| 7              | Joigny - Chalon-sur-Saône - Lyon - Chambéry - Turin - Milan                                                                                      | 6                                               |
| 8              | Paris - Nevers - Roanne - Lyon - Vienne - Valence - Avignon - Aix-en-Provence - Draguignan - Nice - Gênes - Pise - Florence                      | 7                                               |
| 9              | Aix-en-Provence - Marseille - Toulon | 8                                               |
| 10             | Moulins - Clermont-Ferrand - Millau - Béziers - Perpignan - La Jonquière                                                                         | 9                                               |
| 11             | Paris - Chartres - Tours - Poitiers - Angoulême - Bordeaux - Langon - Mont-de-Marsan - Bayonne - Irun                                            | 10                                              |
| 12             | Croutelle - Lusignan - Niort - Rochefort | 11                                              |
| 13             | Trappes - Dreux - Alençon - Laval - Rennes - Brest                                                                                               | 12                                              |
| 14             | Paris - Meulan - Évreux - Caen - Cherbourg | 13                                              |
| 15             | Saint-Denis - Pontoise - Rouen - Le Havre | 14                                              |
| 16             | Pontoise - Dieppe | 15                                              |
| 17             | Sarcelles - Clermont - Amiens - Hazebrouck - Dunkerque                                                                                           | 16                                              |
| 18             | Gonesse - Senlis - Péronne - Cambrai - Douai - Lille - Ostende                                                                                   | 17                                              |
| 19             | Bréda - Nimègue - Arnhem - Groningue - Delfzijl                                                                                                  |                                                 |
| 20             | Liège - Aix-la-Chapelle - Cologne |                                                 |
| 21             | Verdun - Étain - Longwy - Luxembourg - Trèves - Coblence                                                                                         | 18                                              |
| 22             | Paris - Provins - Troyes - Chaumont - Langres - Vesoul - Belfort - Bâle                                                                          | 19                                              |
| 23             | Paris - Orléans - Vierzon - Limoges - Cahors - Toulouse - Puigcerdà                                                                              | 20                                              |
| 24             | Limoges - Périgueux - Agen - Auch - Tarbes - Lourdes - Barèges                                                                                   | 21                                              |
| 25             | Mauzé-sur-le-Mignon - La Rochelle | 22                                              |
| 26             | Chartres - Le Mans - Angers - Nantes - Paimbœuf                                                                                                  | 23                                              |
| 27             | Rennes - Lorient | 24                                              |
| 28             | Harfleur - Dieppe - Abbeville - Arras - Lille | 25                                              |
| 29             | Valliquerville - Fécamp | 26                                              |
| 30             | Notre-Dame-de-Bondeville - Dieppe | 27                                              |
| 31             | Rouen - Abbeville - Saint-Omer | 28                                              |
| 32             | Neufchâtel-en-Bray - Amiens - Cambrai - Valenciennes - Mons - Charleroi - Namur                                                                  | 29                                              |
| 33             | Rouen - Gournay-en-Bray - Montdidier - Saint-Quentin - La Capelle                                                                                | 30                                              |
| 34             | Gournay-en-Bray - Beauvais - Compiègne - Soissons                                                                                                | 31                                              |
| 35             | Rouen - Vernon - Bonnières-sur-Seine | 182                                             |
| 36             | Pacy-sur-Eure - Vernon - Beauvais - Breteuil | 181                                             |
| 37             | Senlis - Compiègne - Noyon - Ham | 32                                              |
| 38             | La Ferté-sous-Jouarre - Montmirail - Châlons-sur-Marne                                                                                           | 33                                              |
| 39             | Paris - Coulommiers - Esternay - Vitry-le-François                                                                                               | 34                                              |
| 40             | Compiègne - Amiens - Abbeville | 35                                              |
| 41             | Noyon - La Fère | 38                                              |
| 42             | Villers-Cotterêts - Meaux - Melun - Fontainebleau                                                                                                | 36                                              |
| 43             | Château-Thierry - Soissons - Péronne - Arras - Béthune                                                                                           | 37                                              |
| 44             | Reims - Nogent-sur-Seine - Fontainebleau - Orléans                                                                                               | 51 (d'Orléans à Reims)                          |
| 45             | Châlons-sur-Marne - Reims - Laon - Saint-Quentin - Bonavis                                                                                       | 44                                              |
| 46             | Marle - Rethel - Vouziers - Verdun | 46                                              |
| 47             | Vouziers - Montmédy - Longuyon | 47                                              |
| 48             | Marle - Valenciennes - Saint-Amand-les-Eaux - Tournai - Courtrai - Bruges                                                                        | 45                                              |
| 49             | Tremblois-lès-Rocroi - Hirson - Cambrai - Arras - Montreuil                                                                                      | 39                                              |
| 50             | Bouchain - Douai - Lens - Béthune - Saint-Omer - Calais                                                                                          | 43                                              |
| 51             | Valenciennes - Condé-sur-l'Escaut - Gand | 48                                              |
| 52             | Jenlain - Maubeuge - Cousolre - Philippeville - Givet - Arlon - Luxembourg                                                                       | 49                                              |
| 53             | Douai - Arras | 50                                              |
| 54             | Hal - Tournai - Lille - Béthune - Saint-Pol-sur-Ternoise                                                                                         | 41                                              |
| 55             | Lille - Armentières - Cassel - Saint-Omer - Boulogne-sur-Mer                                                                                     | 42                                              |
| 56             | Bruxelles - Gand - Bruges - Nieuport |                                                 |
| 57             | Bruxelles - Genappe - Sombreffe |                                                 |
| 58             | Bruxelles - Louvain - Maastricht - Aix-la-Chapelle                                                                                               |                                                 |
| 59             | Louvain - Diest - Hechtel |                                                 |
| 60             | Torhout - Bruges - Westkapelle |                                                 |
| 61             | Bruges - Breskens |                                                 |
| 62             | Anvers - Gand - Courtrai - Ypres - Bergues - Dunkerque - Calais                                                                                  | 40                                              |
| 63             | Malines - Louvain - Namur - Arlon - Longwy - Uckange                                                                                             | 52                                              |
| 64             | Anvers - Turnhout - Hamont - Weert - Ruremonde                                                                                                   |                                                 |
| 65             | Kapellen - Berg-op-Zoom - Rotterdam - La Haye - Haarlem                                                                                          |                                                 |
| 66             | Venlo - Nimègue |                                                 |
| 67             | Tongres - Hasselt - Eindhoven - Bois-le-Duc - Zaltbommel                                                                                         |                                                 |
| 68             | Liège - Spa - Trèves - Sarrebruck - Sarreguemines - Phalsbourg                                                                                   | 61                                              |
| 69             | Hetzerath - Bernkastel-Kues - Bingen |                                                 |
| 70             | Metz - Thionville - Luxembourg - Aix-la-Chapelle                                                                                                 | 53                                              |
| 71             | Montjoie - Düsseldorf |                                                 |
| 72             | Metz - Boulay-Moselle - Sarrelouis | 54                                              |
| 73             | Kaiserslautern - Mannheim |                                                 |
| 74             | Rentrisch - Deux-Ponts - Pirmasens - Landau |                                                 |
| 75             | Metz - Château-Salins - Héming | 55                                              |
| 76             | Metz - Pont-à-Mousson - Nancy - Épinal - Xertigny - Vesoul - Besançon                                                                            | 57                                              |
| 77             | Pont-à-Mousson - Commercy - Saint-Dizier | 58                                              |
| 78             | Lunéville - Saint-Dié - Schlestadt | 59                                              |
| 79             | Toul - Joinville - Troyes - Sens - Montargis - Châteauneuf-sur-Loire                                                                             | 60                                              |
| 80             | Haguenau - Bitche - Deux-Ponts | 62                                              |
| 81             | Strasbourg - Haguenau - Wissembourg - Landau - Neustadt - Alzey                                                                                  | 63                                              |
| 82             | Neufchâteau - Commercy - Verdun - Sedan - Mézières                                                                                               | 64                                              |
| 83             | Neufchâteau - Chaumont - Châtillon-sur-Seine - Auxerre - Bonny-sur-Loire                                                                         | 65                                              |
| 84             | Ligny-en-Barrois - Neufchâteau - Épinal - Remiremont - Mulhouse - Bâle                                                                           | 66                                              |
| 85             | Saint-Dizier - Chaumont - Langres - Besançon - Pontarlier - Jougne                                                                               | 67                                              |
| 86             | Saint-Louis - Neuf-Brisach - Strasbourg - Lauterbourg - Spire - Mayence - Coblence - Bonn - Cologne - Nimègue                                    | 68                                              |
| 87             | Saint-Louis - Allschwil - Delémont - Bienne - Neuchâtel                                                                                          | 69                                              |
| 88             | Rouvray - Vitteaux - Dijon - Gray - Combeaufontaine                                                                                              | 70                                              |
| 89             | Chanceaux - Châtillon-sur-Seine -Troyes | 71                                              |
| 90             | Mont-sous-Vaudrey - Pontarlier | 72                                              |
| 91             | Moulins - Autun - Beaune - Dole - Besançon - Porrentruy - Folgensbourg - Bâle                                                                    | 73                                              |
| 92             | Corpeau - Beaune - Dijon - Langres - Neufchâteau - Nancy - Château-Salins - Sarreguemines - Deux-Ponts - Bingen                                  | 74                                              |
| 93             | Tournus - Bourg-en-Bresse - Voiron - Voreppe | 75                                              |
| 94             | Nevers - Bourges - Vierzon - Tours | 76                                              |
| 95             | Nevers - Clamecy - Auxerre - Troyes - Châlons-sur-Marne - Vouziers - Sedan - Liège                                                               | 77                                              |
| 96             | Nevers - Château-Chinon - Autun - Chalon-sur-Saône - Louhans - Lons-le-Saunier - Saint-Laurent-en-Grandvaux                                      | 78                                              |
| 97             | Nevers - Decize - Digoin - Charolles - Mâcon - Bourg-en-Bresse - Nantua                                                                          | 79                                              |
| 98             | Cluny - Autun - Saulieu - Montbard - Châtillon-sur-Seine                                                                                         | 80                                              |
| 99             | Roanne - Saint-Just-en-Chevalet - Chabreloche | 81                                              |
| 100            | L'Hôpital-sur-Rhins - Feurs - Saint-Étienne - Annonay - Andance                                                                                  | 82                                              |
| 101            | Lyon - Meximieux - Bourg-en-Bresse - Lons-le-Saunier - Besançon - Belfort - Colmar - Strasbourg                                                  | 83                                              |
| 102            | Meximieux - Pont-d'Ain - Nantua - Collonges - Genève                                                                                             | 84                                              |
| 103            | Bourgoin-Jallieu - Voreppe - Grenoble - Gap - Sisteron - Digne - Castellane - Grasse                                                             | 85                                              |
| 104            | Givors - Tournon-sur-Rhône - La Voulte-sur-Rhône - Viviers - Pont-Saint-Esprit - Beaucaire                                                       | 86                                              |
| 105            | Lafoux - Nîmes - Montpellier - Pézenas | 87                                              |
| 106            | Lyon - Rive-de-Gier - Saint-Étienne - Yssingeaux - Le Puy-en-Velay - Mende - Saint-Geniez-d'Olt - Rodez - Albi - Toulouse                        | 88                                              |
| 107            | Lyon - Feurs - Thiers - Clermont-Ferrand - Brive-la-Gaillarde - Périgueux - Bordeaux                                                             | 89                                              |
| 108            | Chambéry - Aix-les-Bains - Frangy |                                                 |
| 109            | Grenoble - Montmélian - Moûtiers - Aime - Séez - Le Petit-Saint-Bernard - Aoste                                                                  | 90                                              |
| 110            | Vizille - Le Bourg-d'Oisans - Briançon - Sestrières - Coni - Carcare                                                                             | 91                                              |
| 111            | Valence - Romans-sur-Isère - Voiron - Les Abrets - Belley - Seyssel - Frangy - Genève - Versoix                                                  | 92                                              |
| 112            | Allex - Crest - Die - Aspres-sur-Buëch - Sisteron                                                                                                | 93                                              |
| 113            | Pont-Saint-Esprit - Bollène - Nyons - Gap - Embrun - Briançon - Suse                                                                             | 94                                              |
| 114            | Brignoles - Flassans-sur-Issole | 95                                              |
| 115            | Roquevaire - Aix-en-Provence - Manosque - Château-Arnoux - Sisteron                                                                              | 96                                              |
| 116            | Toulon - Flassans-sur-Issole - Le Luc - Fréjus - Cannes - Antibes                                                                                | 97                                              |
| 117            | La Garde - Hyères - Bormes-les-Mimosas - Saint-Tropez                                                                                            | 98                                              |
| 118            | Nice - Tende - Coni - Turin |                                                 |
| 119            | Orgon - Tarascon - Beaucaire - Nîmes - Le Vigan - Saint-Affrique - Albi - Gaillac - Montauban                                                    | 99                                              |
| 120            | Avignon - Remoulins - Lafoux | 100                                             |
| 121            | Pont-Saint-Esprit - Mende | 101                                             |
| 122            | Viviers - Aubenas - Le Puy-en-Velay - Brioude - Lempdes-sur-Allagnon                                                                             | 102                                             |
| 123            | Vernoux-en-Vivarais - Saint-Agrève - Montusclat                                                                                                  | 103                                             |
| 124            | Privas - Aubenas - Alès | 104                                             |
| 125            | Yssingeaux - Montfaucon-en-Velay - Annonay | 105                                             |
| 126            | Nîmes - Alès - Langogne - Le Puy-en-Velay - La Chaise-Dieu - Ambert - Thiers - Cusset - Saint-Gérand-le-Puy                                      | 106                                             |
| 127            | Nîmes - Anduze - Florac - Mende - Saint-Chély-d'Apcher                                                                                           | 107                                             |
| 128            | Montpellier - Sète | 108                                             |
| 129            | Montpellier - Lodève | 109                                             |
| 130            | Restinclières - Sommières - Alès | 110                                             |
| 131            | Millau - Villefranche-de-Rouergue - Cahors - Villeneuve-sur-Lot - Tonneins                                                                       | 111                                             |
| 132            | Agde - Béziers - Castres - Lavaur - Toulouse | 112                                             |
| 133            | Narbonne - Carcassonne - Castelnaudary - Toulouse                                                                                                | 113                                             |
| 134            | Perpignan - Argelès - Port-Vendres | 114                                             |
| 135            | Le Boulou - Céret - Prats-de-Mollo | 115                                             |
| 136            | Perpignan - Prades - Puigcerdà | 116                                             |
| 137            | Perpignan - Quillan - Foix - Saint-Girons - Saint-Gaudens - Tarbes - Pau - Bayonne                                                               | 117                                             |
| 138            | Albi - Castres - Carcassonne - Limoux - Quillan - Mont-Louis                                                                                     | 118                                             |
| 139            | Carcassonne - Pamiers - Saint-Girons | 119                                             |
| 140            | Bozouls - Aurillac - Tulle - Uzerche | 120                                             |
| 141            | Bozouls - Espalion - Chaudes-Aigues - Saint-Flour                                                                                                | 121                                             |
| 142            | Gaillac - Villefranche-de-Rouergue - Figeac - Aurillac - Mauriac - Bort-les-Orgues - Rochefort-Montagne - Clermont-Ferrand                       | 122                                             |
| 143            | Grisolles - Castelsarrasin - Moissac | 123                                             |
| 144            | Toulouse - Auch - Nogaro - Aire-sur-l'Adour - Grenade-sur-l'Adour - Tartas                                                                       | 124                                             |
| 145            | Toulouse - Muret - Saint-Martory - Montréjeau - Bagnères-de-Luchon                                                                               | 125                                             |
| 146            | Caussade - Villefranche-de-Rouergue - Aurillac - Murat - Saint-Flour                                                                             | 126                                             |
| 147            | Montauban - Moissac - Agen - Marmande - Langon                                                                                                   | 127                                             |
| 148            | Montauban - Auch | 128                                             |
| 149            | Auch - Lannemezan - Ancizan | 129                                             |
| 150            | Auch - Condom - Nérac - Port-Sainte-Marie | 130                                             |
| 151            | Agen - Condom - Eauze - Sarraute | 131                                             |
| 152            | Bordeaux - Belin-Béliet - Labouheyre - Castets - Saint-Vincent-de-Tyrosse                                                                        | 132                                             |
| 153            | Mont-de-Marsan - Orthez - Saint-Jean-Pied-de-Port - Roncevaux                                                                                    | 133                                             |
| 154            | Roquefort - Aire-sur-l'Adour - Pau - Oloron-Sainte-Marie - Urdos                                                                                 | 134                                             |
| 155            | Aire-sur-l'Adour - Tarbes - Bagnères-de-Bigorre                                                                                                  | 135                                             |
| 156            | Bordeaux - Bergerac | 136                                             |
| 157            | Saint-André-de-Cubzac - Blaye - Saintes - Rochefort - La Rochelle - Nantes - Rennes - Saint-Malo                                                 | 137                                             |
| 158            | Saintes - Saint-Jean-d'Angély - Niort - Saint-Maixent-l'École - Parthenay - Saumur - La Flèche - Le Mans - Alençon - Sées - Bernay - Rouen       | 138                                             |
| 159            | Périgueux - Angoulême - Saint-Jean-d'Angély - La Rochelle                                                                                        | 139                                             |
| 160            | Uzerche - Eymoutiers - Bourganeuf - Guéret - La Châtre - Bourges - Gien - Boismorand                                                             | 140                                             |
| 161            | Clermont-Ferrand - Aubusson - Limoges - La Rochefoucauld - Angoulême - Cognac - Saintes                                                          | 141                                             |
| 162            | Aubusson - Guéret - La Souterraine - Magnac-Laval - Le Dorat - Bussière-Poitevine                                                                | 142                                             |
| 163            | Riom - Montluçon - La Châtre - Châteauroux - Loches - Tours                                                                                      | 143                                             |
| 164            | Montluçon - Saint-Amand-Montrond - Levet | 144                                             |
| 165            | Guéret - Montluçon - Moulins | 145                                             |
| 166            | Montmarault - Saint-Pourçain-sur-Sioule - Varennes-sur-Allier                                                                                    | 146                                             |
| 167            | Limoges - Bellac - Poitiers - Loudun - Saumur | 147                                             |
| 168            | Étagnac - Confolens - Niort - Fontenay-le-Comte - Sainte-Hermine                                                                                 | 148                                             |
| 169            | Fontenay-le-Comte - Luçon - Les Sables-d'Olonne                                                                                                  | 149                                             |
| 170            | Lusignan - Saint-Jean-d'Angély | 150                                             |
| 171            | Poitiers - Le Blanc - Lothiers - Châteauroux - Issoudun - Bourges - La Charité-sur-Loire - Clamecy - Vézelay - Avallon                           | 151                                             |
| 172            | Briare - Gien - Châteauneuf-sur-Loire - Orléans - Blois - Tours - Saumur - Angers                                                                | 152                                             |
| 173            | Bourges - Sancoins - Le Veurdre - Moulins | 153                                             |
| 174            | Artenay - Chartres - Dreux - Évreux - Pont-de-l'Arche                                                                                            | 154                                             |
| 175            | Orléans - Châteaudun - Nogent-le-Rotrou - Mamers - Alençon - Mayenne - Fougères - Saint-Malo                                                     | 155                                             |
| 176            | Blois - Châteauroux | 156                                             |
| 177            | Blois - Vendôme - Le Mans - Laval | 157                                             |
| 178            | Tours - Le Mans - Sées - Argentan - Falaise - Caen                                                                                               | 158                                             |
| 179            | La Roue - La Flèche - Laval | 159                                             |
| 180            | Saumur - Cholet - La Roche-sur-Yon - Les Sables-d'Olonne                                                                                         | 160                                             |
| 181            | Angers - Nuaillé | 161                                             |
| 182            | Angers - Laval - Mayenne - Flers - Caen | 162                                             |
| 183            | Angers - Châteaubriant - Rennes | 163                                             |
| 184            | Ancenis - Nort-sur-Erdre - Redon - Malestroit - Ploërmel - Josselin - Pontivy - Rostrenen - Carhaix-Plouguer - Landerneau                        | 164                                             |
| 185            | Nantes - Vannes - Auray - Hennebont - Pont-Scorff - Quimperlé - Quimper - Douarnenez - Audierne                                                  | 165                                             |
| 186            | Vannes - Ploërmel - Dinan | 166                                             |
| 187            | Vannes - Pontivy - Guingamp - Lannion | 167                                             |
| 188            | Baud - Pontivy - Loudéac - Lamballe - Dinard - Saint-Malo                                                                                        | 168                                             |
| 189            | Hennebont - Carhaix-Plouguer - Morlaix - Roscoff                                                                                                 | 169                                             |
| 190            | Quimper - Châteaulin - Landerneau - Lesneven - Goulven                                                                                           | 170                                             |
| 191            | Granville - Coutances - Carentan | 171                                             |
| 192            | Coutances - Saint-Lô - Bayeux | 172                                             |
| 193            | Granville - Avranches | 173                                             |
| 194            | Carentan - Saint-Lô - Vire | 174                                             |
| 195            | Caen - Villedieu-les-Poêles - Granville | 175                                             |
| 196            | Villedieu-les-Poêles - Avranches - Pontorson - Dol-de-Bretagne - Dinan - Lamballe                                                                | 176                                             |
| 197            | Maisoncelles-Pelvey - Vire - Mortain - Fougères - Rennes - Redon                                                                                 | 177                                             |
| 198            | Fougères - Vitré - Châteaubriant - Nantes - La Mothe-Achard - Les Sables-d'Olonne                                                                | 178                                             |
| 199            | Honfleur - Lisieux - Gacé | 179                                             |
| 200            | Honfleur - Pont-Audemer - Bourg-Achard - La Bouille                                                                                              | 180                                             |
| 201            | Chartres - Ablis - Saint-Arnoult-en-Yvelines - Limours - Orsay - Palaiseau                                                                       |                                                 |
| 202            | Amsterdam - Haarlem - Alkmaar - Le Helder |                                                 |
| 203            | Amsterdam - Deventer - Münster - Hambourg |                                                 |
| 204            | Chivasso - Aoste - Le Grand-Saint-Bernard - Martigny                                                                                             |                                                 |
| 205            | Turin - Asti - Alexandrie - Plaisance - Crémone                                                                                                  |                                                 |
| 206            | Carignan - Carmagnole - Bra - Bene Vagienna - Mondovi                                                                                            |                                                 |
| 207            | Ceva - Garessio - Colle di Nava (it) - Oneille                                                                                                   |                                                 |
| 208            | Asti - Alba - Bra - Fossano - Coni |                                                 |
| 209            | Savone - Carcare - Acqui Terme - Alexandrie |                                                 |
| 210            | Pontedecimo - Gavi - Novi Ligure - Alexandrie - Casale Monferrato - Verceil                                                                      |                                                 |
| 211            | Pozzolo Formigaro - Tortone - Casteggio - Pavie                                                                                                  |                                                 |
| 212            | Gênes - Bobbio - Plaisance |                                                 |
| 213            | Sarzane - Pontremoli - Berceto - Fornoue - Parme - Guastalla                                                                                     |                                                 |
| 214            | La Spezia - Porto Venere |                                                 |
| 215            | Livourne - Pise - Lucques - Bagni di Lucca - Popiglio (it)                                                                                       |                                                 |
| 216            | Volterra - Sienne - Asciano - Sinalunga - Cortone                                                                                                |                                                 |
| 217            | Livourne - San Vincenzo - Follonica - Grosseto                                                                                                   |                                                 |
| 218            | San Vincenzo - Piombino - Île d'Elbe |                                                 |
| 219            | Florence - Prato - Pistoia - Lucques - Pietrasanta                                                                                               |                                                 |
| 220            | Pistoia - San Marcello Pistoiese - Pievepelago                                                                                                   |                                                 |
| 221            | Florence - Arezzo - Sansepolcro - Fossombrone |                                                 |
| 222            | Arezzo - Pérouse - Foligno |                                                 |
| 223            | Sienne - Grosseto - Civitavecchia |                                                 |
| 224            | Rome - Civitavecchia |                                                 |
| 225            | Sette Vene - Civita Castellana - Narni - Terni - Spoleto - Foligno - Fossombrone                                                                 |                                                 |
| 226            | Foligno - Colfiorito - Tolentino |                                                 |
| 227            | Rome - Rieti - Cittaducale |                                                 |
| 228            | Rome - Tivoli - Carsoli |                                                 |
| 229            | Rome - Frosinone - Pontecorvo |                                                 |

## Évolutions de 1811 à 1824
Un décret du 5 mars 1813 a modifié le tracé de la route impériale no  3 qui commence désormais à Vervins depuis la route impériale no  2 (future RN 2) et qui passe par Chimay et Mariembourg avant de rejoindre Givet. L'ancien tracé de la route impériale no  3 est repris par la route impériale no  34 (future RN 31) entre Soissons et Reims et par la route impériale no  44 (future RN 51) entre Reims et Mézières et déclassé en route départementale entre Mézières et Givet.
La chute de l'Empire en 1815 entraîne le rétablissement de la France dans ses frontières de 1792, ce qui entraîne la suppression des routes ou des parties de routes situées en dehors de ces nouvelles frontières. Quarante-six routes ont été complètement supprimées, elles portaient les numéros 19, 20, 56, 57, 58, 59, 60, 61, 64, 65, 66, 67, 69, 71, 73, 74, 108, 118, 202, 203, 204, 205, 206, 207, 208, 209, 210, 211, 212, 213, 214, 215, 216, 217, 218, 219, 220, 221, 222, 223, 224, 225, 226, 227, 228 et 229. Parmi les cent quatre-vingt-trois routes qui sont conservées, trente-trois avaient une partie de leur tracé en dehors de ces nouvelles frontières, elles portaient les numéros 2, 3, 4, 6, 7, 8, 10, 11, 18, 21, 32, 48, 51, 52, 54, 62, 63, 68, 70, 80, 81, 86, 87, 91, 92, 95, 102, 109, 110, 111, 113, 136 et 153.
Une ordonnance du 6 juillet 1820 a classé huit routes départementales de Seine-et-Oise dans le réseau national. Ces routes seront numérotées RN 183, 184, 185, 186, 187, 189, 190 et 191 en 1824,.
Une ordonnance du 10 février 1821 a classé une route départementale de la Moselle dans le réseau national. Cette route reliant la route no  4 (future RN 3), près de Saint-Avold, à la route no  68 (future RN 61) à Sarralbe sera numérotée route no  75BIS puis renumérotée RN 56 en 1824,.
En 1824, l'ancienne route no  3 qui commençait à Vervins a été supprimée du réseau national (elle redeviendra route nationale en 1933 sous le nom de route nationale 363) et de nouveaux numéros ont été attribués aux cent quatre-vingt-onze routes existantes.